# Ford Massif
Il Ford Massif (in lingua inglese: Massiccio Ford) è un vasto massiccio montuoso coperto di neve, lungo 18 km e largo 9 km, che forma uno dei più importanti elementi topografici della parte settentrionale dei Monti Thiel, nei Monti Transantartici, in Antartide. Il massiccio si innalza fino a 2.810 m, è essenzialmente piatto e termina con ripide pareti rocciose, tranne che nel versante meridionale.
La denominazione è stata assegnata dall'Advisory Committee on Antarctic Names (US-ACAN) in onore di Arthur B. Ford, geologo dell'United States Geological Survey (USGS). Ford è stato co-leader del gruppo dell'USGS di esplorazione nei Monti Thiel nel 1960-61; divenne poi leader del gruppo geologico in queste montagne nel 1961-62. Successivamente guidò i gruppi geologici che conducevano ricerche nei Monti Pensacola durante molte sessioni estive australi dal 1962-63 al 1978-79.